# Мочос, Яннис
Я́ннис Мо́чос (греч. Γιάννης Μότσιος, род. 1 марта 1930 года, Деспотис, Гревена, Королевство Греция) — греческий литературовед, поэт и писатель

, переводчик, кандидат филологических наук.
Яннис Мочос был первым переводчиком на русский произведений Никоса Казандзакиса, Дионисиоса Соломоса, Костиса Паламаса, Костаса Варналиса, переводил на украинский Никоса Казандзакиса, Янниса Рицоса, Темоса Корнароса («Концлагерь Хайдари»), Костаса Кодзяса и других греческих авторов.
Автор 34 книг. Его произведения переведены на русский, английский, французский, сербский, болгарский и украинский языки. Его стихи были переведены и изданы в России, Украине, Грузии, Болгарии, Венгрии. Писал биографии греческих писателей, статьи о новогреческой литературе в советских энциклопедиях (Третье издание «Большой советской энциклопедии», «Краткая литературная энциклопедия»), а также статьи об авторах из СССР, Болгарии, Сербии, и статьи о них же для греческих энциклопедий. Автор опубликованных в СССР книг «Костас Варналис и литература греческого сопротивления» (Высшая школа, 1968) и «Современная греческая литература» (Наука, 1973).

## Биография
Мочос родился 1 марта 1930 года в селе Деспотис в номе Гревена. Окончил начальную школу в Деспотис. В 1946 году он закончил прогимназию в Гревене. С 16 лет участвовал в Гражданской войне в 1947—1949 гг., был последним радистом Демократической армии в горах Грамос. Вместе с уцелевшими бойцами ДАГ был вывезен в СССР в 1949 году.
Аттестат о среднем образовании Яннис Мочос получил в Ташкенте в Узбекской ССР. С 1954 года был студентом филологического факультета в Ташкентском (Среднеазиатском), в 1958—59 гг. — Киевском университетах. В Киеве учился у Андрея Белецкого. Окончил в 1959 году с отличием Киевский государственный университет, защитил дипломную работу по творчеству Янниса Рицоса, и поступил в аспирантуру в Институт мировой литературы Академии наук СССР по специальности «Новая греческая литература». Защитил в 1962 году кандидатскую диссертацию на тему «Жизнь и творчество Дионисиоса Соломоса». В том же институте он работал штатным научным сотрудником до 1976 года, изучал почти исключительно новогреческую литературу, а также византийскую поэму «Дигенис Акрит» и поствизантийскую литературу.
В Советском Союзе он был антисталинистом, встречался со всеми важными советскими интеллектуалами и художниками, включая Арсения Тарковского, отца известного режиссёра, и греческой интеллигенцией. Будучи в Москве, участвовал в подготовке мемуаров Маркоса Вафиадиса, хотя тот находился под постоянным наблюдением КГБ.
В 1976 году Яннис Мочос был репатриирован и обосновался в Афинах. В течение 18 месяцев был безработным. Три года проработал в частной школе Φροντιστήρια «Παιδεία». В 1980—1984 году работал исследователем в Университете Крита, с 1984 года преподавал в Университете Крита, в 1986 году стал доцентом Университета Янины на отделении новогреческой филологии. До 1997 года преподавал греческую и иностранную литературу, теорию литературы, тексты и народные песни. Впервые в греческих университетах он преподал курс греческой литературы периода итало-греческой войны, оккупации и Движения Сопротивления. В течение трёх лет он преподавал греческую литературу в Софийском университете.
В 2013—2016 гг. организовал четыре Межбалканских филологических конгресса (Διαβαλκανικό φιλολογικό συνέδριο).